# 3382 Cassidy
3382 Cassidy је астероид главног астероидног појаса са средњом удаљеношћу од Сунца која износи 2,242 астрономских јединица (АЈ).
Апсолутна магнитуда астероида је 13,2.